# (90817) Doylehall
(90817) Doylehall (1995 RO) – planetoida z grupy pasa głównego asteroid okrążająca Słońce w ciągu 4,45 lat w średniej odległości 2,7 j.a. Odkryta 1 września 1995 roku.